# 国谷誠朗
国谷 誠朗（くにや のぶあき、1928年7月15日 - 2002年8月3日）は、日本の臨床心理学者。医学博士。専門は臨床心理学・家族心理学。交流分析・家族療法を日本に紹介した草分けの一人。

## 経歴
東京大学文学部心理学科卒業、同大学大学院進学、医学部研究生として研究を重ね、1986年「精神分裂病圏患者家族に対するシステム論的働きかけの研究 -家族療法の技法・プロセスおよび治療上の位置付け」で東大医学博士。日本女子大学人間社会学部心理学科教授、聖徳大学人文学部教授などを歴任。
日本交流分析学会（常任理事）、日本家族心理学会（常任理事）、国際家族心理学会（日本代表）などを歴任した。

## 著書
- 孤独よ、さようなら 母親からの脱却 集英社 1978 のち文庫
- 定年を元気に乗り切る本 飛鳥新社 1989
- サラリーマンイヤな奴とつきあう法 朝日新聞社 1989 のち文庫
- 「困った家族」とつきあう法 朝日新聞社 1990
- カウンセリング上達のために チーム医療 1993

## 編著
- 講座家族心理学 第3巻 親と子 その発達と病理 金子書房 1988

## 翻訳
- 無条件の愛とゆるし E.R.スタウファー 平松園枝共訳 誠信書房 1990
- 意志のはたらき R.アサジョーリ 平松園枝共訳 誠信書房 1990
- 成長のための効果的方法 ゲシュタルト・セラピー、誘導イメージ、神経言語学的プログラミング エリック・マーカス チーム医療 1990
- 内なる可能性 P.フェルッチ 平松園枝共訳 誠信書房 1994
- サイコシンセシス 統合的な人間観と実践のマニュアル R.アサジョーリ 平松園枝訳 誠信書房 1997
- 愛することを選ぶ 自分を解放していくセルフ・ガイド E.キャディ,D.E.プラッツ 平松園枝共訳 誠信書房 1998
- 花開く自己 カウンセリングのためのサイコシンセシス M.Y.ブラウン 平松園枝共訳 誠信書房 1999